# Bahnen des Kreises Deutsch Krone
| Strecke                                                 |      | von Kallies (Kalisz Pomorski)                 | von Kallies (Kalisz Pomorski)                 |
|                                                         |      |                                               |                                               |
|                                                         |      |                                               |                                               |
| Haltepunkt / Haltestelle                                | 0,0  | Wałcz Raduń (Deutsch Krone West, ehem. Bhf.)  | Wałcz Raduń (Deutsch Krone West, ehem. Bhf.)  |
|                                                         |      |                                               |                                               |
|                                                         |      |                                               |                                               |
| Abzweig ehemals geradeaus und nach rechts               |      | nach Schneidemühl (Piła)                      | nach Schneidemühl (Piła)                      |
|                                                         |      |                                               |                                               |
| Haltepunkt / Haltestelle (Strecke außer Betrieb)        | 5,8  | Klausdorf (Kłębowiec)                         | Klausdorf (Kłębowiec)                         |
| Bahnhof (Strecke außer Betrieb)                         | 10,2 | Keßburg (Karsibór)                            | Keßburg (Karsibór)                            |
| Haltepunkt / Haltestelle (Strecke außer Betrieb)        | 13,0 | Eckartsberge (Kolno Wałecki)                  | Eckartsberge (Kolno Wałecki)                  |
| Bahnhof (Strecke außer Betrieb)                         | 17,8 | Hoffstädt (Rudki)                             | Hoffstädt (Rudki)                             |
| Haltepunkt / Haltestelle (Strecke außer Betrieb)        | 19,1 | Hansfelde (Kłosowo)                           | Hansfelde (Kłosowo)                           |
|                                                         |      |                                               |                                               |
| Haltepunkt / Haltestelle (Strecke außer Betrieb)        | 22,3 | Linichen Forst (Deutsch Fuhlbeck); (Wielboki) | Linichen Forst (Deutsch Fuhlbeck); (Wielboki) |
|                                                         |      |                                               |                                               |
| Haltepunkt / Haltestelle (Strecke außer Betrieb)        | 24,6 | Groß Linichen Dorf (Świerczyna Drawska)       | Groß Linichen Dorf (Świerczyna Drawska)       |
| Bahnhof (Strecke außer Betrieb)                         | 28,8 | Herzberg (Sośnica)                            | Herzberg (Sośnica)                            |
| Haltepunkt / Haltestelle (Strecke außer Betrieb)        | 31,4 | Neuhof (Będlino)                              | Neuhof (Będlino)                              |
| Abzweig geradeaus und von links (Strecke außer Betrieb) |      | von Arnswalde (Choczczno)                     | von Arnswalde (Choczczno)                     |
| Bahnhof (Strecke außer Betrieb)                         | 37,4 | Virchow (Wierzchowo Pomorskie)                | Virchow (Wierzchowo Pomorskie)                |
| Strecke (außer Betrieb)                                 |      | nach Falkenburg (Złocieniec)                  | nach Falkenburg (Złocieniec)                  |

|                                                  |      |                                       |                                       |
| Abzweig geradeaus und von links                  |      | von Berlin und Stettin                | von Berlin und Stettin                |
|                                                  |      |                                       |                                       |
| Bahnhof                                          | 0,0  | Kreuz (Krzyż Wielkopolski)            | Kreuz (Krzyż Wielkopolski)            |
|                                                  |      |                                       |                                       |
| Abzweig ehemals geradeaus und nach rechts        |      | nach Schneidemühl und Posen           | nach Schneidemühl und Posen           |
|                                                  |      |                                       |                                       |
| Haltepunkt / Haltestelle (Strecke außer Betrieb) | 4,8  | Klein Lubs (Lubcz Mały)               | Klein Lubs (Lubcz Mały)               |
| Haltepunkt / Haltestelle (Strecke außer Betrieb) | 6,6  | Glashütte (Huta Szklana)              | Glashütte (Huta Szklana)              |
| Haltepunkt / Haltestelle (Strecke außer Betrieb) | 9,0  | Jonnenbruch (Janopole)                | Jonnenbruch (Janopole)                |
| Haltepunkt / Haltestelle (Strecke außer Betrieb) | 12,4 | Selchowhammer (Kuźnica Żelichowska)   | Selchowhammer (Kuźnica Żelichowska)   |
| Bahnhof (Strecke außer Betrieb)                  | 14,9 | Selchow (Żelichowo)                   | Selchow (Żelichowo)                   |
| Haltepunkt / Haltestelle (Strecke außer Betrieb) | 19,4 | Prellwitz (Przelewice)                | Prellwitz (Przelewice)                |
| Bahnhof (Strecke außer Betrieb)                  | 25,4 | Schloppe (Człopa)                     | Schloppe (Człopa)                     |
| Haltepunkt / Haltestelle (Strecke außer Betrieb) | 31,8 | Buchholz-Krumpohl (Bukowo-Krąpiel)    | Buchholz-Krumpohl (Bukowo-Krąpiel)    |
| Bahnhof (Strecke außer Betrieb)                  | 37,2 | Mellentin-Eichfier (Mielęcin Wałecki) | Mellentin-Eichfier (Mielęcin Wałecki) |
| Haltepunkt / Haltestelle (Strecke außer Betrieb) | 43,1 | Ruschendorf (Rusinowo)                | Ruschendorf (Rusinowo)                |
| Haltepunkt / Haltestelle (Strecke außer Betrieb) | 45,7 | Neu Preußendorf (Prusionowo Wałecki)  | Neu Preußendorf (Prusionowo Wałecki)  |
| Haltepunkt / Haltestelle (Strecke außer Betrieb) | 48,8 | Dyck (Dzikowo Wałecki)                | Dyck (Dzikowo Wałecki)                |
| Haltepunkt / Haltestelle (Strecke außer Betrieb) | 50,6 | Arnsfelde (Gostomia)                  | Arnsfelde (Gostomia)                  |
| Haltepunkt / Haltestelle (Strecke außer Betrieb) | 55,2 | Quiram (Chwiram)                      | Quiram (Chwiram)                      |
| Bahnhof (Strecke außer Betrieb)                  | 60,2 | Deutsch Krone Süd (Wałcz Południowy)  | Deutsch Krone Süd (Wałcz Południowy)  |
|                                                  |      |                                       |                                       |
| Abzweig ehemals geradeaus und von rechts         |      | von Schneidemühl (Piła)               | von Schneidemühl (Piła)               |
|                                                  |      |                                       |                                       |
| Bahnhof                                          |      | Deutsch Krone (Wałcz)                 | Deutsch Krone (Wałcz)                 |
|                                                  |      |                                       |                                       |
| Strecke                                          |      | nach Kallies (Kalisz Pomorski)        | nach Kallies (Kalisz Pomorski)        |
|                                                  |      |                                       |                                       |

Der Landkreis Deutsch Krone, der ursprünglich zur preußischen Provinz Westpreußen gehörte, besaß zwei Kleinbahnen, die zunächst getrennt verwaltet wurden.

## Kleinbahn Deutsch Krone–Virchow
Die Deutsch Krone–Virchower Bahn verband die Hauptstadt des Kreises mit dem im pommerschen Landkreis Dramburg gelegenen Bahnhof Virchow an der Staatsbahnstrecke Falkenburg–Kallies.
Aufgrund der Zugehörigkeit der beiden Kreise zu verschiedenen Provinzen wurden dafür zwei Bahngesellschaften gegründet, die von einer Verwaltungskommission in Deutsch Krone einheitlich verwaltet wurden. Die Betriebsführung oblag der Firma Lenz & Co GmbH.
Der größere Teil der insgesamt 37 km langen normalspurigen Kleinbahn wurde durch den Kreis Deutsch Krone erbaut und am 5. Dezember 1898 vom Westbahnhof der Kreisstadt aus bis zur Kreisgrenze (20 km) nördlich des Haltepunktes Hansfelde eröffnet. Die Fortsetzung nach Virchow gehörte der Kleinbahn-AG Virchow-Deutsch-Kroner-Kreisgrenze und wurde erst am 10. November 1900 in Betrieb genommen. Der Personenverkehr wurde 1992 eingestellt, die Strecke später stillgelegt.

## Kleinbahn Kreuz–Schloppe–Deutsch Krone
Der Kreis Deutsch Krone war finanziell in der Lage, noch eine weitere Strecke zu bauen: die Kleinbahn Kreuz–Schloppe–Deutsch Krone. Sie verband die Kreisstadt in südwestlicher Richtung mit dem Bahnhof Kreuz an der Preußischen Ostbahn zwischen Landsberg an der Warthe und Schneidemühl. Von diesem bedeutenden Knotenpunkt, der bis 1919 zum Landkreis Filehne in der Provinz Posen gehörte, bestanden schnelle Verbindungen nach Berlin.
Die normalspurige Kleinbahn war 60 km lang und wurde am 12. Dezember 1899 von Kreuz Kleinbahnhof bis Schloppe, der bedeutendsten Zwischenstation, eröffnet. Der zweite Teil bis Deutsch Krone Süd folgte am 2. Dezember 1904. Den Betrieb führte die Firma Becker & Co., die spätere AG für Energiewirtschaft.
Die Kleinbahnstrecke wurde nach 1945 von der Polnischen Staatsbahn (PKP) weiterbetrieben. Im Jahre 1988 allerdings wurde der Personenverkehr auf dem Streckenabschnitt Wałcz (Deutsch Krone)–Człopa (Schloppe), 1991 auch auf dem Abschnitt Człopa–Krzyż (Kreuz) eingestellt. 1994 folgte die Stilllegung des Abschnittes Wałcz–Człopa, und seit 2000 ruht der Verkehr auf der gesamten Strecke.

## Übergang auf die Pommerschen Landesbahnen
Der Kreis Deutsch Krone, der nach dem Ersten Weltkrieg der Provinz Grenzmark Posen-Westpreußen zugeteilt worden war, wurde 1938 an die Provinz Pommern angeschlossen.
Als am 1. Januar 1940 die Körperschaft des öffentlichen Rechts Pommersche Landesbahnen alle Kleinbahnen dieser Provinz zusammenfasste, kam auch die Kleinbahn Deutsch Krone–Virchow dazu. Mehr als ein Jahr später wurde die Kleinbahn Kreuz–Schloppe–Deutsch Krone in die Landesbahn eingegliedert. Beide – mit zusammen fast 98 km Streckenlänge – wurden dem Landesbahnamt in Deutsch Krone unterstellt.